# Вибратор Герца

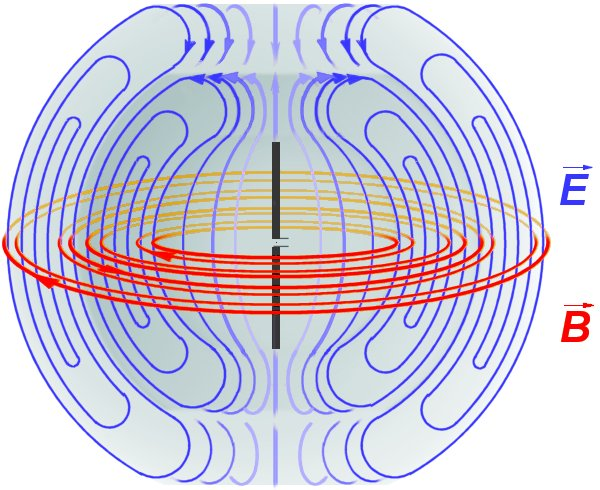
Силовые линии электрического (синие) и магнитного (красные) полей вблизи излучающего вибратора малой длины. Плотность потока электромагнитной энергии максимальна в направлениях, лежащих в плоскости перпендикулярной вибратору

Вибра́тор Ге́рца (симметричный вибратор, диполь Герца) — простейшая антенна, устройство для излучения и приёма электромагнитных волн. Представляет собой относительно короткий (по сравнению с длиной волны) прямолинейный электрический проводник с разрывом посередине, питаемый (в режиме излучения) в точках разрыва генератором тока высокой частоты. Первые эксперименты с подобной антенной были осуществлены Генрихом Герцем в 1886—1888 годах.
В электродинамике под диполем Герца понимают модель в виде элемента (короткого фрагмента) прямолинейного переменного электрического тока малой длины с постоянными по всей длине амплитудой и фазой колебаний.

## История
Первый вибратор Герца в его экспериментах 1886—1888 годов представлял собой прямой медный провод длиной 2,6 м и диаметром 5 мм, разрезанный посередине — в этом месте на провод были насажены два медных шарика диаметром 3 см, соединённые с выводами катушки Румкорфа. Длина искрового промежутка между шариками была около 0,7 см. На внешних концах провода располагались два шара диаметром 30 см, изготовленные из толстого цинкового листа. Шары можно было передвигать по проводу и таким образом изменять электрическую длину вибратора:140. В некоторых опытах шары заменялись квадратными пластинами 40×40 см. С помощью этого вибратора, установленного вертикально на расстоянии 13 м от металлической поверхности стены, и приёмной проволочной рамки с малым искровым промежутком Герц обнаружил узлы и пучности стоячей волны. Длина волны в этих опытах оказалась около 9 м (частота 30 МГц).
Для исследования отражения, поляризации и преломления надо было значительно уменьшить первоначальную длину электромагнитных волн. Для этого Герц построил вибратор из двух металлических цилиндров диаметром 3 см и длиной 13 см и поместил его вдоль вертикальной фокальной линии двухметрового параболического зеркала (рефлектора). Обращённые друг к другу основания цилиндров оканчивались шаровыми поверхностями диаметром 4 см, искровой промежуток между ними составлял 0,3 см. Длина волны в этих опытах была примерно 60 см (частота 500 МГц). В опытах применялась также призма из асфальта высотой 1,5 м. Для приёма электромагнитных волн применялся вибратор из двух прямых проводов длиной 50 см и диаметром 0,5 см, установленный вдоль вертикальной фокальной линии своего рефлектора. Обращённые друг к другу концы проводов вибратора находились на расстоянии 5 см и имели проволочные выводы длиной 15 см, уходящие за рефлектор и оканчивающиеся малым искровым промежутком.
После исследований Герца многим физикам в других европейских странах захотелось повторить его эксперименты и провести собственные исследования электромагнитных колебаний или использовать подобные приборы в демонстрационных целях.
- Оливер Лодж в опубликованной в 1889 году статье описал свои эксперименты, для которых был построен вибратор (у Лоджа — «осциллятор») длиной около 5 м с медными пластинами на концах площадью 120 см². Длина волны составила 29 м (частота 10 МГц). Малый осциллятор у Лоджа излучал волны с частотой 300 МГц[10].
- В 1890 году австрийский физик Эрнст Лехер[англ.] опубликовал статью с описанием и исследованием метода наблюдения и измерения электрических волн в проводах при помощи вибратора Герца[* 3]. Для скорости распространения электромагнитных волн в проводах, для которой Герц давал значение 200 000 км/с[* 4], Лехер получил почти в точности значение скорости света, как того требовала теория Максвелла[12].
- К 1890 году относится публикация Людвига Больцмана, который при демонстрации опытов с вибратором Герца для аудитории из 200 человек фиксировал действие электромагнитных волн на расстоянии до 36 м, соединив цепь вторичного (приёмного) вибратора с землёй[13].
- Работавший у Герца с 1890 года ассистентом Вильгельм Бьеркнес для самостоятельных исследований электрического резонанса применял вибратор с круглыми дисками из листового цинка[14].
- С начала 1890-х Александр Попов использовал для лекционных целей уменьшенную копию вибратора Герца с рефлектором — с цилиндрами длиной около 5 см и рефлектором высотой 40 см.
- Аугусто Риги[* 5] поставил целью получение более коротких длин волн, чем у Герца. Он модифицировал вибратор Герца, называя его, как и Лодж, «осциллятором». Осциллятор Риги состоял из четырёх латунных шаров и имел три разрядных промежутка. С шарами диаметром 4 см излучались волны длиной 20 см (частота 1500 МГц), с шарами диаметром 1,36 см длина волн была 7,5 см (частота 4000 МГц)[9][15].
- Пётр Лебедев[* 6] получил в своих экспериментах электромагнитные волны длиной 0,6 см (частота 50 ГГц), что позволило ему с небольшими рефлекторами и другими устройствами провести исследования по распространению этих волн в кристаллах[16].
- Гульельмо Маркони в 1895—1896 годах использовал для опытов по беспроводной связи осциллятор Риги. В 1897 году его исследовательская группа стала применять для передатчика, как и для приёмника, подвешенный на мачте длинный вертикальный провод, который соединялся с одним из крайних шаров осциллятора, при этом другой крайний шар соединялся с землёй[17]. Это понизило частоту электромагнитных колебаний и увеличило дальность связи.
- В 1897—1898 годах в опытах Александра Попова и Петра Рыбкина по беспроводной связи использовался вибратор с шарами диаметром 30 см, а затем с дисками диаметром 90 см (вибратор Бьеркнеса). С середины 1898 года вибратор подключался к проволочной сети (или к одиночному вертикальному проводу) и к земле.

В конце XIX века вибратор Герца не называли антенной:324. По современным представлениям его можно назвать симметричным вибратором, или дипольной антенной, с ёмкостной нагрузкой (металлические шары или пластины) на концах. Такая антенна не используется на практике, но полезно изучение её свойств, так как большинство сложных проволочных антенн может быть представлено в виде суперпозиции ряда коротких элементов — элементарных диполей:24—25.

## Симметричный вибратор

Симметричный вибратор. — Длина плеча; — диаметр проводника

Электрическое поле (E) приходящей волны возбуждает в приёмной антенне переменный ток, протекающий через входное сопротивление приёмника

Симметричный вибра́тор, диполь — простейшая и наиболее распространённая антенна. В наиболее простом варианте он представляет собой прямолинейный проводник длиной {\displaystyle 2l} радиуса {\displaystyle a,} питаемый в середине длины от генератора токами высокой частоты.

### Полуволновой вибратор
Полуволновой вибра́тор — модель реальной вибраторной антенны, представляющая собой прямолинейный идеальный тонкий проводник (нить тока), длина которого ({\displaystyle 2l}) равна половине длины электромагнитной волны в среде, окружающей полуволновый вибратор. Полуволновым вибратором называют также широко распространенную на практике вибраторную антенну и излучающий элемент многоэлементных антенн в виде незамкнутого на концах проводника, общая электрическая длина которого {\displaystyle 2l} близка к {\displaystyle \lambda /2,} то есть используемую на частоте, близкой к частоте своего первого резонанса (первой моды колебаний).

### Тонкий вибратор
Для волны длиной {\displaystyle \lambda }, если радиус проводников вибратора {\displaystyle a\ll l} и {\displaystyle a\ll \lambda }, то такой вибратор называется тонким.
Коротким называется вибратор, у которого длина {\displaystyle l<\lambda /2};
длинным называется вибратор, у которого {\displaystyle l>\lambda /2}.

## Диаграммы направленности вибратора
В зависимости от отношения длины вибратора к длине волны и места включения к нему фидера его диаграмма направленности принимает вид, изображённый на рисунке:
| Отношение длины вибратора к длине волны | КНД, дБи | Примечание                    |
| --------------------------------------- | -------- | ----------------------------- |
| ≪0,5                                    | 1,76     | низкая эффективность          |
| 0,5                                     | 2,15     | наиболее распространённый     |
| 1,0                                     | 4,0      | только с толстыми вибраторами |
| 1,25                                    | 5,2      | наибольшее усиление           |
| 1,5                                     | 3,5      | третья гармоника              |
| 2,0                                     | 4,3      | не используется               |